# Programa Vulcanus
El Vulcanus in Japan programme (en español programa Vulcanus), establecido en 1997, consiste en un programa de intercambio para estudiantes de la Unión Europea dirigido hacia el ámbito laboral. Fue establecido por el Centro para la Cooperación Industrial EU-Japón, una joint venture entre la Comisión Europea y el Ministerio de Economía, Comercio e Industria de Japón. Su objetivo principal es promocionar la cooperación industrial entre las empresas europeas y japonesas.

## Objetivos del programa
El programa Vulcanus in Japan consiste en empleos industriales para estudiantes de la UE. Los participantes son seleccionados entre los mejores candidatos (alrededor de 40 sobre 800 hasta 1000 cada año). Para ser elegido, los estudiantes deben estar en el último año de sus estudios de grado, o siguiendo un curso de postgrado en el ámbito de la ingeniería, ciencias o arquitectura. El objetivo final crea futuros ejecutivos capaces de interactuar social y profesionalmente con el pueblo japonés, familiarizándose con la cultura japonesa.

## Estudiantes
La tabla siguiente contiene la información del número de participantes anuales por país, así como el número total de participantes desde el inicio del programa Vulcanus in Japan.
| País                | 1997 | 1998 | 1999 | 2000 | 2001 | 2002 | 2003 | 2004 | 2005 | 2006 | 2007 | 2008 | 2009 | Total |
| ------------------- | ---- | ---- | ---- | ---- | ---- | ---- | ---- | ---- | ---- | ---- | ---- | ---- | ---- | ----- |
| Austria             | 0    | 0    | 0    | 1    | 1    | 1    | 0    | 0    | 0    | 1    | 2    | 0    | 1    | 7     |
| Bélgica             | 1    | 1    | 0    | 0    | 1    | 3    | 1    | 1    | 2    | 1    | 1    | 0    | 0    | 12    |
| Bulgaria            | 0    | 0    | 0    | 0    | 0    | 0    | 0    | 0    | 0    | 0    | 1    | 0    | 0    | 1     |
| República Checa     | 0    | 0    | 0    | 0    | 0    | 0    | 0    | 1    | 2    | 0    | 0    | 0    | 2    | 5     |
| Dinamarca           | 1    | 0    | 1    | 0    | 0    | 1    | 0    | 0    | 0    | 0    | 0    | 0    | 0    | 3     |
| Estonia             | 0    | 0    | 0    | 0    | 0    | 0    | 0    | 0    | 0    | 0    | 0    | 1    | 1    | 2     |
| Finlandia           | 1    | 1    | 0    | 1    | 1    | 1    | 1    | 0    | 3    | 2    | 1    | 1    | 1    | 14    |
| Francia             | 2    | 2    | 2    | 2    | 1    | 3    | 4    | 7    | 5    | 5    | 2    | 2    | 5    | 42    |
| Alemania            | 0    | 0    | 2    | 2    | 0    | 1    | 4    | 0    | 1    | 1    | 0    | 1    | 0    | 14    |
| Grecia              | 1    | 1    | 0    | 1    | 1    | 1    | 0    | 0    | 0    | 0    | 1    | 0    | 0    | 6     |
| Hungría             | 0    | 0    | 0    | 0    | 0    | 0    | 0    | 0    | 1    | 1    | 1    | 1    | 1    | 5     |
| Irlanda             | 2    | 1    | 1    | 0    | 0    | 0    | 0    | 0    | 0    | 0    | 1    | 0    | 0    | 5     |
| Italia              | 1    | 1    | 0    | 2    | 3    | 1    | 3    | 2    | 2    | 7    | 9    | 10   | 10   | 51    |
| Letonia             | 0    | 0    | 0    | 0    | 0    | 0    | 0    | 0    | 1    | 0    | 0    | 0    | 0    | 1     |
| Lituania            | 0    | 0    | 0    | 0    | 0    | 0    | 0    | 2    | 1    | 2    | 1    | 0    | 2    | 8     |
| Malta               | 0    | 0    | 0    | 0    | 0    | 0    | 0    | 0    | 1    | 0    | 0    | 0    | 0    | 1     |
| Países Bajos        | 1    | 2    | 1    | 3    | 0    | 0    | 0    | 0    | 0    | 1    | 1    | 0    | 0    | 9     |
| Polonia             | 0    | 0    | 0    | 0    | 0    | 0    | 0    | 3    | 3    | 4    | 6    | 8    | 10   | 34    |
| Portugal            | 1    | 1    | 0    | 0    | 0    | 1    | 1    | 1    | 1    | 3    | 1    | 0    | 0    | 10    |
| Rumania             | 0    | 0    | 0    | 0    | 0    | 0    | 0    | 0    | 0    | 0    | 0    | 0    | 3    | 3     |
| Eslovaquia          | 0    | 0    | 0    | 0    | 0    | 0    | 0    | 1    | 0    | 3    | 2    | 0    | 0    | 6     |
| España              | 1    | 2    | 2    | 2    | 2    | 2    | 10   | 5    | 8    | 6    | 7    | 10   | 10   | 67    |
| Suecia              | 1    | 1    | 1    | 2    | 2    | 2    | 2    | 1    | 0    | 0    | 0    | 0    | 0    | 12    |
| Reino Unido         | 1    | 2    | 0    | 0    | 0    | 0    | 0    | 0    | 0    | 3    | 1    | 1    | 0    | 8     |
| Total Unión Europea | 14   | 15   | 10   | 16   | 12   | 17   | 26   | 24   | 31   | 40   | 40   | 35   | 46   | 326   |

## Requisitos
Para ser elegido, los estudiantes candidatos deben cumplir los siguientes requisitos:
- ser un ciudadano de la Unión Europea;
- cursar el último año del grado o seguir un curso de postgrado;
- ser un estudiante de los siguientes ámbitos:
  - Ingeniería;
  - Ciencias;
  - Arquitectura.

Un nivel competente de inglés es también un requisito sine qua non para los candidatos. 
Los estudiantes deben obtener una autorización para participar de parte de sus universidades respectivas, para reconocer el programa como parte del curso o como un año sabático. Hay que tener en cuenta que el trabajo realizado en la empresa de acogida, siempre relacionado en actividades de investigación, puede utilizarse como material para una tesis

## Solicitud y selección
La selección de los participantes se realiza en dos partes:
1. Alrededor de 150 estudiantes son preseleccionados (sobre más de 1000) basándose en los documentos entregados por un jurado.
2. Las decisiones finales son realizadas por las empresas de acogida.

La primera selección se realiza valorando los documentos siguientes, necesarios para postular:
- Formulario de demanda
- Curriculum vitae
- Carta de motivación
- Carta de recomendación (escrita por un profesor)
- Todos los títulos de grado obtenidos en la universidad
- El sistema de graduación de la universidad

La información más importante de la lista anterior es el perfil internacional del estudiante, su motivación y sus habilidades técnicas.
Después de la primera selección, los estudiantes reciben una lista de las empresas de acogida de las cuales deben elegir dos - una de ellas elegida previamente por el jurado -. Entonces el candidato debe escribir una carta de motivación dedicada a cada una de las empresas, las cuales deben ser enviadas directamente al departamento de recursos humanos. Las compañías realizan la selección final.

## Contenido del programa Vulcanus in Japan
Todos los participantes del programa Vulcanus in Japan siguen:
- un curso intensivo de cuatro meses de japonés, formado por:
  - varios seminarios relacionados con Japón (cultura, sociedad, economía, historia, etc.),
  - visitas a empresas y fábricas,
  - actividades culturales,
- unas prácticas en una empresa japonesa durante ocho meses.

### El curso intensivo de japonés
Como un nivel corriente de japonés no es un requisito para los candidatos (pero si apreciado), la primera parte del programa Vulcanus in Japan consiste en un curso intensivo de japonés de cuatro meses, con una duración de 5-6 horas por día, 5 días por semana, impartido por profesores de una escuela privada de lengua japonesa.
Los participantes que nunca han aprendido japonés adquieren los conocimientos básicos tanto para la vida diaria en Japón como para la comunicación con la empresa japonesa. Durante el curso, los estudiantes no solo aprenden la lengua, sino también la cultura, la historia, hábitos de vida, etc.
Los participantes con cierto conocimiento de japonés siguen clases adaptadas a su nivel.

#### Los seminarios
Durante los primeros cuatro meses del programa, los participantes asisten a varios seminarios de 3 horas cada uno, impartidos por profesores de destacadas universidades o empresas. Estos seminarios están relacionados con la cultura japonesa, la sociedad, la economía, la historia, y ayudan a los participantes a comprender mejor el país donde vivirán durante un año.

#### Las visitas a empresas y fábricas
En función del programa anual, se organizan visitas a compañías líderes organizadas por el programa para que los participantes estudien y aprendan sobre la industria japonesa. A continuación una lista no exhaustiva de las empresas y fábricas visitadas los años anteriores.
- Hitachi
- Panasonic
- Toppan Printing
- Toyota
- Komatsu Spring
- Nissan
- Yamatake Corporation 山武 (企業)

#### Las actividades culturales
Algunas de las actividades culturales son organizadas por el centro EU-Japón y otras por la escuela del curso de idioma. Una breve lista de las actividades propuestas:
- Caligrafía
- Preparación de soba (alimento), tempura, sushi, etc.
- Elaboración de un Fūrin
- Ceremonia del té
- Ver un torneo de sumo
- Colorante índigo
- Zazen.

Las actividades varían en función del año de participación, pero normalmente son organizadas para que los participantes aprendan más sobre la cultura japonesa.

### Las prácticas
Las prácticas empiezan en enero y duran hasta agosto. El lugar de trabajo, el alojamiento, el tipo de trabajo y el horario son muy variables y dependen de la compañía de acogida. Durante las prácticas, los estudiantes deben escribir un resumen mensual para mantener una evolución de su trabajo.
Todos los participantes reciben información de las escuelas de idioma locales, aunque la continuación de los cursos de idiomas es voluntaria.

## Beca
Cada participante recibe una beca. Hasta 2008-2009, la cantidad de la beca era de 15,000 € para un año, pero después de la reciente crisis económica, desde 2009-2010 la cuantía de la beca es de 2.000.000 ¥. Esta beca cubre los gastos de viaje a Japón, el seguro y los gastos de vida (comida, transporte, etc.).
El alojamiento es proporcionado y financiado por la compañía de acogida durante toda la duración del programa.
El curso de japonés también está financiado por el programa.